# Vên vên
Vên vên hay vên vên nhẵn, vên vên trắng, vên vên xanh (danh pháp hai phần: Anisoptera costata) là một loài thực vật thuộc họ Dầu. Tên gọi costata xuất phát từ Latin (costatus = có gờ) để mô tả lớp gân nổi bật của phiến lá. A. costata là một cây gỗ khổng lồ, cao tới 65 m, có ở các khu rừng vùng đất thấp thường xanh và bán xanh của khu vực Ấn-Miến và ở các khu rừng dầu hỗn hợp của Malesia. Loài này có ở Brunei, Campuchia, Indonesia, Malaysia, Myanmar, Philippines, Singapore, Thái Lan, và Việt Nam.
Tại Việt Nam, vên vên phân bố từ nam đèo Hải Vân đến Phú Quốc.
Vên vên là cây gỗ cao từ 25 m đến 40 m, đường kính từ 50 cm đến 80 cm. Gỗ dùng trong xây dựng và đóng đồ gia dụng.

## Đặc điểm nhận dạng
Cây gỗ lớn thường xanh, cao 30 – 40 m, đường kính 50 – 80 cm hay hơn. Vỏ xám nâu, khi non nhẵn, khi già nứt sâu. Cành non phủ lông hình sao màu vàng dày đặc. Lá đơn, nguyên, hình trái xoan thuôn, dài 10 – 17 cm, rộng 5 – 8 cm, đỉnh có mũi nhọn ngắn, gốc tù hay hơi hình tim, mặt trên nhẵn, mặt dưới có lông hình sao, sớm rụng; gân bên 12 - 17 đôi (lá nhỏ) hoặc 20 - 24 đôi (lá lớn). Lá kèmnhỏ, hình ngọn giáo, có lông. Cụm hoa chùm, dài 10 – 15 cm, mọc ở nách lá hay đỉnh cành, có lông hình sao, Lá đài có lông, các lá đài phía ngoài hơi dài hơn lá đài phía trong.Cánh hoa hình ngọn giáo tù, màu trắng. Nhị 30 - 35. Bầu chìm trong đế hoa, 2 ô, mỗi ô 2 noãn; vòi dài, thuôn, có lông, đỉnh có 3 răng nhỏ. Quả gần hình cầu, màu nâu, đường kính khoảng 1 cm, có vòi tồn tại ở đỉnh; 2 cánh lớn dài12 cm, rộng 2 cm, 3 cánh kia chỉ dài 2,5 cm.

## Sinh học và sinh thái
Mùa hoa tháng 12 - 3 (năm sau), có quả tháng 4 - 5. Cây mọc trong các rừng kín, ẩm, thường xanh hay hơi khô. Cũng gặp trong các rừng nửa rụng lá, tiếp giáp rừng thường xanh với Bằng lăng ưu thế. Cùng mọc Sao đen, Dầu rái, Sến mủ, Gội nếp..., ít khi gặp Vên vên mọc thành các khu rừng gần thuần loại.

## Phân bố
Trong nước: Đà Nẵng, Kontum, Gia Lai, Đắk Lắk, Lâm Đồng, Ninh Thuận, Bình Thuận, Bình Phước, Bình Dương, Đồng Nai, Bà Rịa - Vũng Tàu, Tp. Hồ Chí Minh, Kiên Giang.
Thế giới: Mianma, Thái Lan, Lào, Campuchia, Malaixia, Philippin, Indonesia.

## Giá trị
Loại cây cho gỗ đóng tàu thuyền tốt nhất của Việt Nam. Gỗ Vên vên xếp vào nhóm hồng sắc, tỷ trọng 0,6 - 0,7; cũng dùng đóng đồ đạc, ván sàn hoặc chế biến gỗ dán, gỗ lạng.

## Tình trạng
Do gỗ quý nên đã bị khai thác mạnh, thêm nữa môi trường sống cũng bị thu hẹp nhiều do các rừng nguyên sinh và rừng giàu bị phá huỷ nghiêm trọng. Vên vên đã bị tuyệt diệt ở một số tỉnh và huyện thuộc vùng Đông Nam Bộ.

## Biện pháp bảo vệ
Vên vên được khoanh bảo vệ ở Vườn quốc gia Chư Mom Ray, Cát Tiên và được phát triển gieo trồng ở nhiều tỉnh thuộc vùng Đông Nam Bộ.